# Barrière de potentiel semi-classique
Cet article court présente un sujet plus développé dans : Régime semi-classique, Barrière de potentiel et Effet tunnel.
Une particule se déplaçant sur un axe x'Ox, d'énergie E inférieure à l'énergie potentielle W de la barrière, rebrousse chemin au « point tournant ».
Une particule peut franchir la barrière, avec une probabilité non nulle : c'est l'effet tunnel. Quand la probabilité est très faible, on peut appliquer une formule approximative dite de barrière de potentiel semi-classique large : c'est la formule de Corinne-Wick-Gamow.